# Vuelta a Burgos 2012
La XXXIV Vuelta a Burgos se disputó entre el 1 y el 5 de agosto de 2012 con un recorrido de 775 km dividido en 5 etapas, con inicio en Miranda de Ebro y final en las Lagunas de Neila.
La prueba perteneció al UCI Europe Tour 2011-2012 de los Circuitos Continentales UCI, dentro de la máxima categoría para vueltas de varias etapas: 2.HC. A destacar que fue de las pocas carreras españolas por etapas pertenecientes a dicho circuito, junto a la Vuelta a Andalucía 2012 y la Vuelta a León 2012, que mantuvo sus 5 días de competición tras reducirse el número de etapas e incluso desaparecer muchas de ellas en los últimos años.
El ganador final fue Daniel Moreno (quien además se hizo con dos etapas y la clasificación de la regularidad). Le acompañaron en el podio Sergio Henao y Esteban Chaves, respectivamente.
En las otras clasificaciones secundarias se impusieron Sergio Pardilla (montaña), Aitor Galdós (metas volantes) y Movistar (equipos).

## Equipos participantes
Tomaron parte en la carrera 18 equipos. Los 2 equipos españoles 2 de categoría UCI ProTeam; los 2 de categoría Profesional Continental; y los 2 de categoría Continental. En cuanto a representación extranjera, estuvieron 12 equipos: 6 ProTeam y 6 Profesionales Continentales. Formando así un pelotón de 144 ciclistas aunque finalmente fueron 143 tras la baja de última hora de Juanma Gárate (Rabobank), con 8 corredores cada equipo (excepto el mencionado Rabobank que salió con 7), de los que acabaron 120. Los equipos participantes fueron:
| Equipo                       | Cód. UCI | Categoría               |
| ---------------------------- | -------- | ----------------------- |
| Katusha Team                 | KAT      | UCI ProTeam             |
| Movistar Team                | MOV      | UCI ProTeam             |
| Euskaltel-Euskadi            | EUS      | UCI ProTeam             |
| Sky Procycling               | SKY      | UCI ProTeam             |
| Rabobank Cycling Team        | RAB      | UCI ProTeam             |
| FDJ-Big Mat                  | FDJ      | UCI ProTeam             |
| Orica-GreenEDGE              | OGE      | UCI ProTeam             |
| Liquigas-Cannondale          | LIQ      | UCI ProTeam             |
| Caja Rural                   | CJR      | Profesional Continental |
| Andalucía                    | ACG      | Profesional Continental |
| Colombia-Coldeportes         | COL      | Profesional Continental |
| Androni Giocattoli-C.I.P.I.  | AND      | Profesional Continental |
| Saur-Sojasun                 | SAU      | Profesional Continental |
| Acqua & Sapone               | ASA      | Profesional Continental |
| Topsport Vlaanderen-Mercator | TSV      | Profesional Continental |
| Team Argos-Shimano           | SKS      | Profesional Continental |
| Burgos BH-Castilla y León    | BUR      | Continental             |
| Orbea Continental            | ORB      | Continental             |

## Etapas
| Etapa | Fecha       | Recorrido                                     | km  | Ganador        | Líder         |
| ----- | ----------- | --------------------------------------------- | --- | -------------- | ------------- |
| 1.ª   | 1 de agosto | Miranda de Ebro-Complejo Kárstico Ojo Guareña | 135 | Daniel Moreno  | Daniel Moreno |
| 2.ª   | 2 de agosto | Burgos-Burgos (Castillo de Burgos)            | 141 | Daniel Moreno  | Daniel Moreno |
| 3.ª   | 3 de agosto | Santo Domingos de Silos-Lerma                 | 159 | Matti Breschel | Daniel Moreno |
| 4.ª   | 4 de agosto | Doña Santos-Ciudad Romana de Clunia           | 170 | Paul Martens   | Daniel Moreno |
| 5.ª   | 5 de agosto | Comunero de Revenga-Lagunas de Neila          | 170 | Esteban Chaves | Daniel Moreno |

## Clasificaciones finales

### Clasificación general
| Posición | Ciclista          | Equipo                       | Tiempo           |
| -------- | ----------------- | ---------------------------- | ---------------- |
|          | Daniel Moreno     | Katusha                      | 18 h 14 min 12 s |
| 2        | Sergio Henao      | Sky                          | a 36 s           |
| 3        | Esteban Chaves    | Colombia-Coldeportes         | a 45 s           |
| 4        | Franco Pellizotti | Androni Giocattoli-Venezuela | a 50 s           |
| 5        | Javier Moreno     | Movistar                     | a 58 s           |
| 6        | Robert Gesink     | Rabobank                     | a 1 min 03 s     |
| 7        | Giovanni Visconti | Movistar                     | a 1 min 09 s     |
| 8        | Eros Capecchi     | Liquigas-Cannondale          | a 1 min 28 s     |
| 9        | Igor Antón        | Euskaltel-Euskadi            | a 1 min 29 s     |
| 10       | Tom Dumoulin      | Argos-Shimano                | a 1 min 43 s     |

### Clasificación de la montaña
| Posición | Ciclista          | Equipo               | Puntos |
| -------- | ----------------- | -------------------- | ------ |
|          | Sergio Pardilla   | Movistar             | 39     |
| 2        | Jarlinson Pantano | Colombia-Coldeportes | 37     |
| 3        | Sergio Henao      | Sky                  | 33     |

### Clasificación de la regularidad
| Posición | Ciclista       | Equipo   | Puntos |
| -------- | -------------- | -------- | ------ |
|          | Daniel Moreno  | Katusha  | 84     |
| 2        | Matti Breschel | Rabobank | 60     |
| 3        | Sergio Henao   | Sky      | 60     |

### Clasificación de las metas volantes
| Posición | Ciclista        | Equipo          | Puntos |
| -------- | --------------- | --------------- | ------ |
|          | Aitor Galdós    | Caja Rural      | 19     |
| 2        | Christian Meier | Orica GreenEDGE | 9      |
| 3        | David López     | Movistar        | 7      |

### Clasificación por equipos
| Posición | Equipo               | Tiempo           |
| -------- | -------------------- | ---------------- |
|          | Movistar             | 54 h 46 min 35 s |
| 2        | Euskaltel-Euskadi    | a 50 s           |
| 3        | Colombia-Coldeportes | a 2 min 41 s     |

## Cobertura televisiva
La retransmisión televisiva pudo verse en diferentes cadenas:
- Marca TV
- Canal+ France (televisión francesa)
- Radio Televisión de Castilla y León
- ETB Sat y Eitb.com (Euskal Telebista)
- TVG (televisión gallega)
- Canal Nou (televisión valenciana)

Asimismo, la carrera también se pudo seguir en directo por varios portales de internet. En cuánto a la retransmisión en diferido se emitieron reportajes resúmenes diarios en otras cadenas autonómicas españolas.